# 1219
Évszázadok: 12. század – 13. század – 14. század
Évtizedek: 1160-as évek – 1170-es évek – 1180-as évek – 1190-es évek – 1200-as évek – 1210-es évek – 1220-as évek – 1230-as évek – 1240-es évek – 1250-es évek – 1260-as évek
Évek: 1214 – 1215 – 1216 – 1217 –  1218 – 1219 – 1220 – 1221 – 1222 – 1223 – 1224

## Események

### Határozott dátumú események
- május 2. – I. Leó örmény király halálával trónra lép a kisebbik lánya, I. Izabella (uralkodik haláláig, 1252-ig).
- november 5. – Az ötödik keresztes hadjárat során Pelagius bíboros(wd) zarándokai elfoglalják Damiettát.[1]

### Határozatlan dátumú események
- az év folyamán – 
  - Csák Ugrin előbb mint választott, majd mint tényleges érsek kerül a kalocsai egyházmegye élére.[2]
  - II. Valdemár dán király meghódítja az észtek földjét. (A hadjárat legnagyobb csatájában – június 15-én Lindanaes (Lyndaniz) mellett – isteni jelként hullott alá az égből a Dannebrog, a dán nemzeti zászló, s a csata kimenetele is ekkor fordult meg az addig vesztésre álló dánok javára. Azóta a Dannebrog Dánia nemzeti zászlaja.)
  - William Marshal kormányzásának vége Angliában.

## Születések
- szeptember – Avesnes-i Baldvin, francia történetíró († 1259)

Bizonytalan dátum
- Abul Abbas al-Mursi, andalúziai származású szúfi szent († 1286/87)
- Bibbesworth-i Walter, angol költő († 1270)
- I. Kristóf Valdemarsson, Dánia királya († 1259)

## Halálozások
- VII. Jayavarman khmer király (* 1125 k.)
- május 2. – I. Leó örmény király (* 1150)